# 同郷
| ウィキペディアには「同郷」という見出しの百科事典記事はありません（タイトルに「同郷」を含むページの一覧/「同郷」で始まるページの一覧）。 代わりにウィクショナリーのページ「同郷」が役に立つかもしれません。 |